# أكاديمية أسباير
أكاديمية التفوق الرياضي أو أكاديمية أسباير (بالإنجليزية: Aspire Academy)‏ هي أكاديمية رياضية مقرها في منطقة أسباير في قطر، تأسست عام 2004 بهدف استكشاف الرياضيين القطريين والمساعدة في تطويرهم، مع تزويدهم أيضًا بالتعليم الثانوي.

## التاريخ

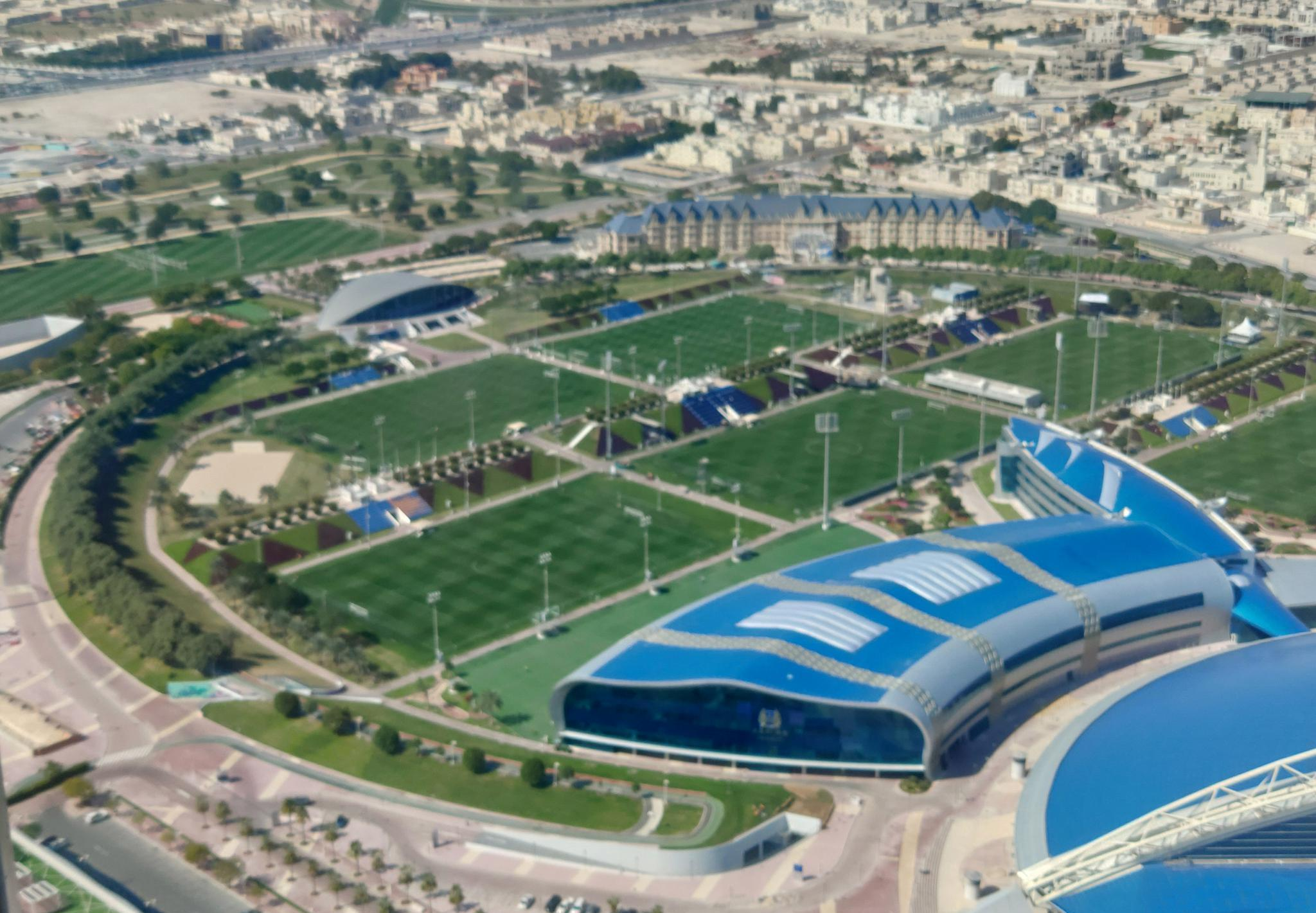
أكاديمية التفوق الرياضي

تأسست أكاديمية أسباير بموجب مرسوم أميري رقم 16 لعام 2004، باعتبارها وكالة مستقلة ممولة من الحكومة والتي تتبع مباشرة للأمير الشيخ حمد بن خليفة آل ثاني من خلال ولي العهد الشيخ تميم بن حمد آل ثاني. في وقت لاحق، صدر مرسوم أميري رقم 1 لعام 2008 بدمج أكاديمية أسباير كوحدة أعمال إستراتيجية في المنظمة الأم الجديدة لمؤسسة أسباير زون. على الرغم من التحول من هيئة حكومية مستقلة إلى وحدة إدارة أمن، إلا أن الأهداف الأصلية لأكاديمية أسباير ظلت كما هي. في 17 نوفمبر 2005، قاد الأمير الشيخ حمد بن خليفة آل ثاني حفل افتتاح قبة أكاديمية التفوق الرياضي، مما يشير بشكل أساسي إلى الإعلان العالمي عن أكاديمية أسباير كمؤسسة دولية ذات مكانة عالية. على مر السنين، حصلت على اعتراف دولي. تمتلك أكاديمية أسباير كولتورال ليونيسا الإسباني ونادي يوبين البلجيكي. في أغسطس 2017، أعلن نادي أتلتيكو أستورجا الإسباني عن ارتباطه بأكاديمية أسباير. وشهد الارتباط انضمام بعض لاعبي أسباير إلى النادي. اعتبارًا من 3 يناير 2018، تمتلك أسباير أيضًا شراكة رسمية مع ليدز يونايتد في إنجلترا. كما أن لديهم أكاديمية ساتلية في دولة السنغال الإفريقية.
في 16 يناير 2021، عقدت أسباير شراكة مع نادي الرجاء البيضاوي بالمغرب.

## إنجازات
في عام 2014، فاز منتخب قطر تحت 20 سنة لكرة القدم، المكون فقط من طلاب رياضيين سابقين أو حاليين في أكاديمية أسباير، بالنسخة 38 من بطولة آسيا تحت 19 عامًا في ميانمار، لأول مرة في تاريخ قطر. مع نفس لاعبي أسباير، تمكن منتخب قطر لكرة القدم من الفوز بأول بطولة من كأس آسيا على الإطلاق في نسخة 2019.